# 若昂佩索阿

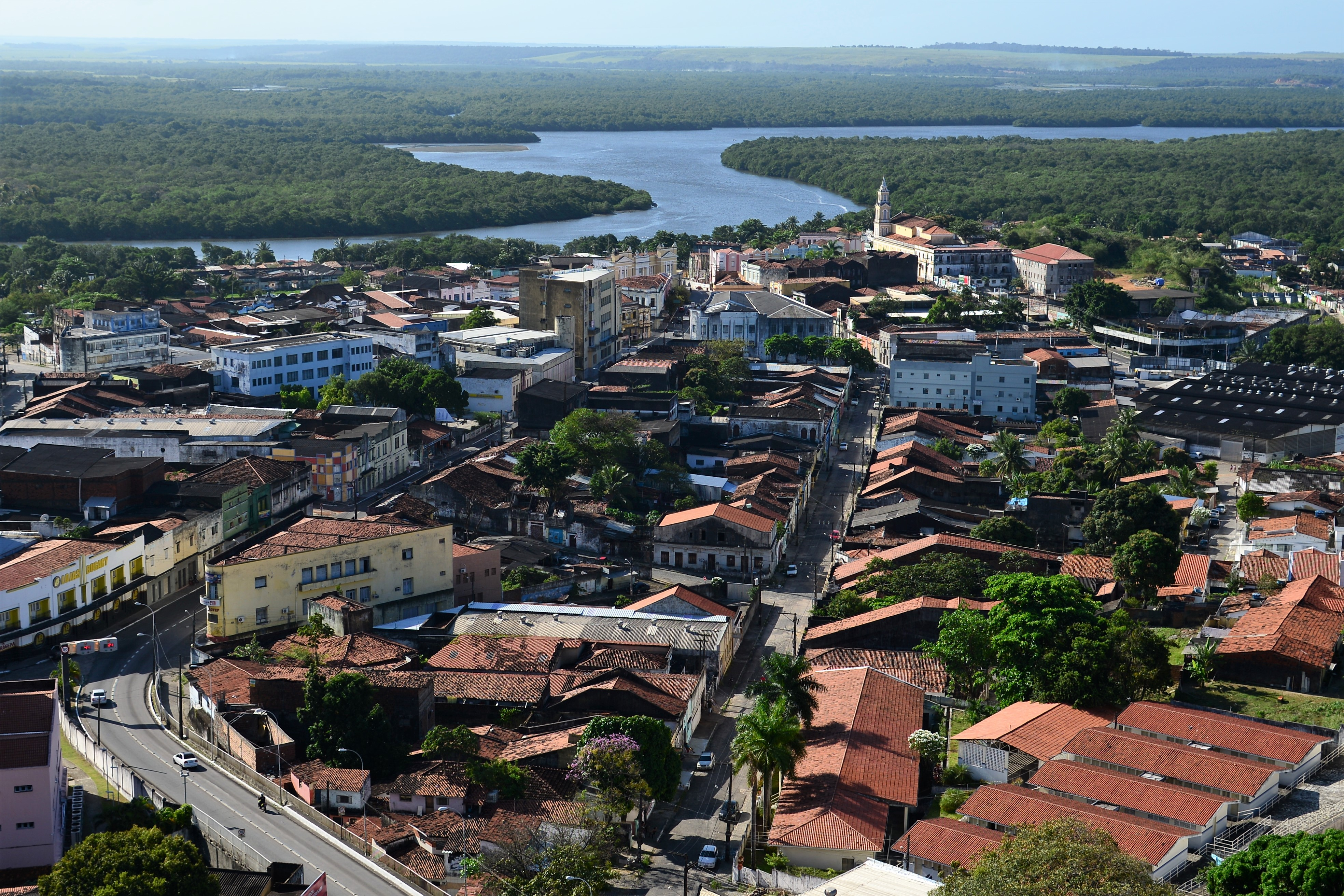
若昂佩索阿

若昂佩索阿（葡萄牙語發音：[ʒuˈɐ̃w peˈsoɐ]）是巴西的城市，位於該國東部，也是帕拉伊巴州的首府，始建於1585年8月5日，面積210平方公里，海拔高度40米，受熱帶氣候影響，2010年人口723,514。

## 外部連結
- Official Promotional video of João Pessoa | English （页面存档备份，存于）
- Official Promotional video of João Pessoa | Portuguese （页面存档备份，存于）

7°05′S 34°50′W / 7.083°S 34.833°W